# Thor Lange

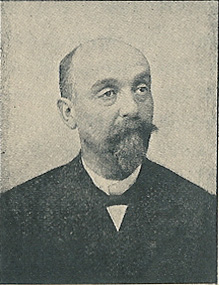
Thor Lange

Thor Næve Lange (* 9. April 1851 in Kopenhagen; † 22. Februar 1915) war ein dänischer Schriftsteller und Übersetzer.

## Leben
Lange studierte von 1869 bis 1874 klassische Philologie. Er ging als Latein- und Griechischlehrer 1875 nach Sankt Petersburg, ein Jahr später nach Moskau. Er heiratete 1883 eine russische Adlige und wurde 1889
selbst in den russischen Adel aufgenommen. Er behielt aber die dänische Staatsbürgerschaft, unterhielt stets intensive Kontakte zu seinem Heimatland und war zeitweise dänischer Konsul in Russland.
Neben griechischen Tragödien übersetzte Lange volkstümliche Lyrik aus dem Russischen, aber auch aus anderen europäischen Sprachen ins Dänische (Fa fremmede Lande, 1876; Nogle Folkewiser, 1878; Gennem farvwet Glas, 1894; Nocturner, 1897). Seine Übersetzung des Igorliedes (1888) inspirierte Komponisten wie Peter Heise und Peter Erasmus Lange-Müller. Zudem übersetzte er auch Werke zeitgenössischer
Autoren wie Longfellows The golden legend und Gedichte Nikolaus Lenaus.
Seine Reiseerlebnisse und Erfahrungen veröffentlichte er in Berichten wie Rusland (1882), En Maaned i Orienten und I Danske Farver (1887) und Porträts wie A. Tolstoj (1894). Seine eigenen Gedichte
erschienen u. a. in den Bänden Fjerne Melodier (1902), Strengespil (1906), I Danske Farver (1907) und Udvalgte Digte (1915).